# 漉返紙

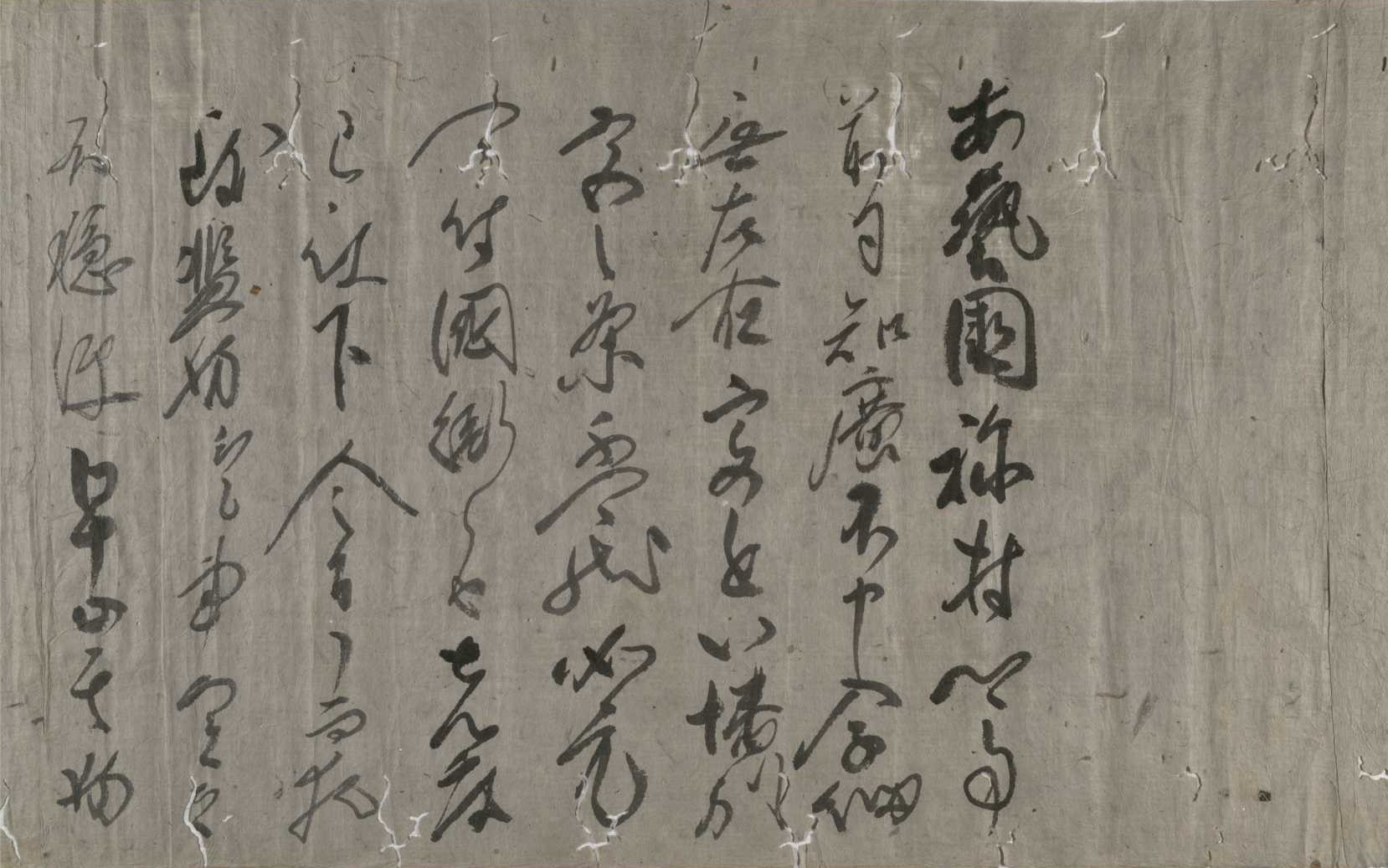
漉返紙（伏見天皇の綸旨）

漉返紙（すきがえしがみ）とは、使用済みの和紙（反古紙）を漉き直して作った中古の和紙のこと。

## 名称について
漉返紙は、宿紙（しゅくがみ）・薄墨紙（うすずみがみ）・綸旨紙（りんじがみ）・紙屋紙（こうやがみ）・熟紙（じゅくし）・反魂紙（はんこんし）・還魂紙（かんこんし）など多くの異称を持つ。

## 概要
古くは、和紙の原料は貴重品であり、近世以前には保管を必要としない紙は使用後に裏紙部分に再度筆記（紙背文書）したり、漉き直したりして再利用するのが一般的であった。
ところが、漉き直しをした際に元の紙に付着していた墨を完全に取り除くことは不可能であるために、結果的に墨が溶け出して紙全体に付着して全体が薄墨色とも言える薄黒い鼠色に染まることが多かった。そのため、その色より薄墨紙と呼ばれたり、旧・久の意味を持つ「宿」や古の意味を持つ「熟」を冠して宿紙・熟紙とも呼ばれた。こうした中古の紙は新品の紙に比べて色黒で質が落ちるように見られていたため、光沢を出すために雁皮などを混ぜて高級感を演出した。
また、当時は親しい家族や友人が亡くなると、その人が生前に書いた手紙などを紙背文書にしたり、漉き直しを行ってそこに写経を行うことで個人の供養を行う風習があった。こうした故人の文章が書かれた紙には故人の魂が込められていると信じられていたため、その上で写経を行うことで故人の魂が救われると考えられていた。そのために、反魂紙・還魂紙などの呼称が生まれたと考えられている。
更に、朝廷においては大量の不要な公文書が発生したために再利用のために和紙を製造する図書寮紙屋院で大量の漉き直しが行われていた。このため、紙屋紙という呼称が生まれた。紙屋院で再生された紙は再度朝廷において利用されたが、たとえ天皇の命令といえども略式の命令であった綸旨や口宣案には貴重な新品の紙は利用できず、このため、漉返紙を代替品として用いた。
ところが、それがいつしか有職故実となって定着し、逆に綸旨には漉返しされた紙を使用して作成するものとし、新品の紙を用いることは作法に反すると考えられるようになった。このために綸旨紙とも呼ばれた。なお、紙屋院のある京都から切り離された吉野朝廷（南朝）では、綸旨の書式に違わない為に新品の紙を作る際にわざわざ墨を混ぜて薄墨色にしたと言われている。
なお、前代よりも和紙の大量生産が可能となった江戸時代に入ると、漉き直しの風習が衰えて墨を混ぜて染めた用紙を薄墨紙や宿紙と呼ぶケースが一般的となっていった。